# Еренрайх Адам фон Траутмансдорф
Еренрайх Адам фон Траутмансдорф (на немски: Ehrenreich Adam von Trauttmansdorff; * ок. 1591, Виена; † 1 септември 1655 или 27 октомври 1664) е благородник от старата австрийска и бохемска рицарска фамилия фон Траутмансдорф от Източна Щирия, фрайхер на Траутмансдорф близо до град Мерано.

## Произход
Той е син на Георг Адам фон Траутмансдорф († 1599) и съпругата му Юдит Шайдт фон Целерис († 1634), дъщеря на фрайхер Йохан Георг Шайдт фон Целерис († 1583) и Естер фон Ратмансдорф (* 1545). Брат е на граф Георг Кристоф фон Траутмансдорф (1595 – 1660) и Ева, омъжена 1629 г. за фрайхер Фердинанд Якоб Велцер фон Велц (1602 – 1655).

## Фамилия
Еренрайх Адам се жени за фрайин Мария/Розина Барбара фон Урзенбек (* 7 май 1615/13 юни 1632; † 27 октомври 1679, Виена), дъщеря на Йохан Кристоф фон Урзенбек (1577 – 1629) и Хелена Потенциана фон Ламберг († 1655). Те имат децата:
- Естер Сузана фон Траутмансдорф (* ок. 1641; † 20 февруари 1694), омъжена за фрайхер (Фердинанд) Йохан/Ханс Албрехт Хойос цу Щихзенщайн (* 16 октомври 1632; † 10 април 1658, Виена)
- Мария Анна Барбара (* 2 януари 1641, Грац; † 2 април 1679), омъжена на 10 февруари 1655 г. за фрайхер Георг Фридрих Зауер фон и цу Анкенщайн († 27 септември 1695)
- Мария Анна (* 9 декември 1635; † 15 май 1660), омъжена за фрайхер Георг Франц Адам фон Валдщайн († 1666)
- Виктория Елеонора (* 1 април 1642; † 7 март 1705), омъжена за граф Максимилиан фон Траутманнсдорф († 4 март 1703/1705), син на имперски граф (1623) и граф на Бохемия (1625) – Максимилиан фон Траутмансдорф-Вайнсберг (1584 – 1650) и графиня София Палфи аб Ердьод (1596 – 1668)